# Ludwik Szmaragd
Ludwik Szmaragd, Leon Szmaragd, właśc. Ludwik Sonnenschein (ur. 4 lipca 1913 w Warszawie, zm. 21 kwietnia 1977) – polsko-żydowski literat, autor wierszy i tekstów piosenek, monologów, skeczy. Ponadto tłumacz, poliglota. Członek Związku Autorów i Kompozytorów Scenicznych. Stworzył słowa do szlagierów okresu międzywojnia, np. „Serce matki”, „Ty albo żadna”, „Po kieliszku” czy „Stary walc”. 

## Życiorys
W 1934 roku został korespondentem prasowym i wyemigrował do Anglii. We wrześniu 1939 roku zgłosił się jako ochotnik do armii brytyjskiej. Ze względu na dobrą znajomość kilku języków trafił do wywiadu – Intelligent Service. Przybrał wówczas nazwisko Larry Bradley. Brał udział w lądowaniu aliantów we Francji w 1944 roku. Po zakończeniu wojny prowadził w Londynie prestiżowy klub brydżowy, odwiedzany przez słynne osoby, jak np. Omar Sharif. Odwiedził Polskę po wojnie tylko jeden raz – w 1966 roku, reprezentując Wielką Brytanię w międzynarodowym turnieju brydżowym.